# からあげディスコ
からあげディスコは、かつてプロダクション人力舎で活動していたお笑いコンビ。2014年10月15日解散。

## メンバー
- かえちゃーの（1986年5月15日（38歳）- ）

東京都出身。血液型は不明。本名、藤野 俊明（ふじの としあき）。
芸名の名付け親は、柴田英嗣（アンタッチャブル）。それ以前には茶野 繰世（ちゃの くりせ）という芸名で活動していた。
解散後、2016年1月10日に溝部弦（元ロメオ）とコンビ「バスターキートン」を結成。
バスターキートン結成当初はフリーで活動していたが、2017年5月12日から浅井企画に所属。2018年10月15日にコンビ名を「ぬえ」に改名。
2025年1月27日、ぬえは浅井企画を退所しフリーで活動して行く事を発表。その後、同年2月17日に自身のX（旧：Twitter）アカウントにてぬえの解散を発表した。
- 要田 佑介（ようだ ゆうすけ、1986年10月17日（38歳）- ）

東京都出身。血液型はO型。帝京大学卒業。
解散後は芸人を引退。

## 概要
2009年、スクールJCAへ18期生としてそれぞれ入学。コンビ「からあげディスコ」を結成し、卒業後はJCAプロモーションを経てプロダクション人力舎へ正式所属。
2012年、キングオブコントにて準決勝へ進出。2013年6月、しもきた空間リバティにて初の単独ライブ『雨太郎』を開催。
2014年、第1回コント新人大賞にて決勝へ進出。しかし同年10月初頭に所属事務所を離れ、同月15日をもって解散が発表された。

## 賞レース戦歴
- 2009年 キングオブコント 1回戦敗退
- 2010年 キングオブコント 1回戦敗退
- 2011年 キングオブコント 2回戦進出
- 2012年 キングオブコント 準決勝進出
- 2013年 キングオブコント 2回戦進出
- 2014年 キングオブコント 2回戦進出
- 2014年 第1回コント新人大賞 決勝進出